# Canton d'Angers-Nord-Ouest
Le canton d'Angers-Nord-Ouest est une ancienne division administrative française située dans le département de Maine-et-Loire et la région Pays de la Loire.
Il disparait aux élections cantonales de mars 2015, réorganisées par le redécoupage cantonal de 2014.

## Composition
Le canton d'Angers-Nord-Ouest se compose d’une fraction de la commune d'Angers et d'une autre commune. Il compte 20 934 habitants (population municipale) au 1er janvier 2012.
| Nom                | Code Insee | Intercommunalité          | Population (dernière pop. légale)               |
| ------------------ | ---------- | ------------------------- | ----------------------------------------------- |
| Angers (chef-lieu) | 49007      | CU Angers Loire Métropole | Fraction : 7 981(2012) Commune : 151 056 (2014) |
| Avrillé            | 49015      | CU Angers Loire Métropole | 13 251 (2014)                                   |

L'agglomération angevine se composait en 2014 de huit cantons : Angers-Centre, Angers-Est, Angers-Nord, Angers-Nord-Est, Angers-Nord-Ouest, Angers-Ouest, Angers-Sud et Angers-Trélazé.
L'ensemble de ces cantons comprenait les communes d'Andard, Angers, Avrillé, Beaucouzé, Bouchemaine, Brain-sur-l'Authion, Cantenay-Épinard, Écouflant, La Meignanne, La Membrolle-sur-Longuenée, Montreuil-Juigné, Pellouailles-les-Vignes, Le Plessis-Grammoire, Le Plessis-Macé, Saint-Barthélemy-d'Anjou, Saint-Lambert-la-Potherie, Saint-Sylvain-d'Anjou, Sarrigné, Trélazé, Villevêque.

## Géographie
Situé dans le centre du département, ce canton était organisé autour d'Angers dans l'arrondissement d'Angers. Sa superficie, est de moins de 58 km2, et son altitude variait de 12 mètres (Angers) à 64 mètres (Angers).
| Nom de la commune | Surface (ha) | Alt. mini (m) | Alt. maxi (m) |
| ----------------- | ------------ | ------------- | ------------- |
| Angers            | 4 270        | 12            | 64            |
| Avrillé           | 1 585        | 17            | 62            |

## Histoire
Le canton d'Angers (chef-lieu) est créé en 1790. Initialement constitué en canton unique, il est éclaté en trois cantons en 1800 : Angers-Nord-Ouest (Angers-Ouest en 1964), Angers-Sud-Est (Angers-Sud en 1964) et Angers-Nord-Est. À sa création le canton d'Angers fut rattaché au district d'Angers, puis en 1800 à l'arrondissement d'Angers
En 1964 se rajoute un canton, pour en former au total quatre : Angers-Ouest, Angers-Sud, Angers-Nord, et Angers-Est (Angers-2 en 1973).
Puis en 1973, le redécoupage forma sept cantons, numérotés de 1 à 7 : Angers-1, Angers-2, Angers-3, Angers-4, Angers-5, Angers-6 et Angers-7.
C'est en 1982 que s'opère le dernier découpage : Angers-1 (1985, Angers-Nord-Est), Angers-2 (1985, Angers-Est), Angers-3 (1985, Angers-Sud), Angers-4 (1985, Angers-Centre), Angers-5 (1985, Angers-Trélazé), Angers-6 (1985, Angers-Ouest), Angers-7 (1985, Angers-Nord), Angers-8 (1985, Angers-Nord-Ouest).
Un premier canton d’Angers Nord-Ouest est créé en 1800, successivement renommé Angers-Ouest en 1964, Angers-VII en 1973 et Angers-Nord depuis 1988.
Le canton d'Angers-Nord-Ouest est créé en 1982 sous la dénomination d'« Angers VIII », avec une partie du territoire d'Angers, et la totalité de la commune d'Avrillé. Il prit le nom d'Angers-Nord-Ouest en 1985.
Dans le cadre de la réforme territoriale, un nouveau découpage territorial pour le département de Maine-et-Loire est défini par le décret du 26 février 2014. Le canton d'Angers-Nord-Ouest disparait aux élections cantonales de mars 2015.

## Administration

### Conseillers généraux de 1833 à 1964
| Période | Période      | Identité                   | Étiquette                | Qualité |
| ------- | ------------ | -------------------------- | ------------------------ | --- |
| 1833    | 1839         | Victorin Larévellière      |                          | Maire d'Avrillé (1830-1852) |
| 1839    | 1848         | Jean Lefrançois            |                          | Médecin, conseiller d'arrondissement                                                                                                |
| 1848    | 1852         | Victorin Larévellière      |                          | Maire d'Avrillé (1830-1852) |
| 1852    | 1864         | Augustin Vinay             |                          | Propriétaire et juge de paix |
| 1864    | 1874 (décès) | Frédéric Parage-Farran     |                          | Propriétaire à Angers |
| 1874    | 1892         | Ernest Oriolle             |                          | Manufacturier |
| 1892    | 1904         | Auguste Bichon             | Républicain              | Médecin et pharmacien Député (1902-1906) Conseiller municipal d'Angers                                                              |
| 1904    | 1910         | Jacques-Ambroise Monprofit | Républicain              | Médecin à Angers Député (1910-1922)                                                                                                 |
| 1910    | 1919         | Victor Bernier             | RG                       | Pharmacien Conseiller municipal d'Angers depuis 1900, maire de 1917 à 1925                                                          |
| 1919    | 1922 (décès) | Jacques-Ambroise Monprofit | Républicain              | Médecin à Angers Député (1910-1922)                                                                                                 |
| 1922    | 1940         | Victor Bernier             | RG                       | Maire d'Angers (1935-1945) Membre de la Commission administrative départementale (1941-1942) Nommé conseiller départemental en 1943 |
|         |              |                            |                          | |
| 1945    | 1964         | Jean Sauvage               | MRP puis CD puis UDF-CDS | Cadre Sénateur (1965-1983) Président du conseil général (1982-1994) Elu en 1964 dans le Canton d'Angers-Nord                        |

### Conseillers d'arrondissement d'Angers Nord-Ouest (de 1833 à 1940)
| Période                                  | Période          | Identité                | Étiquette            | Qualité |
| ---------------------------------------- | ---------------- | ----------------------- | -------------------- | --- |
| 1833                                     | 1839             | Jean Lefrançois         |                      | Médecin à Angers                                                                                            |
| 1839                                     | 1845             | Grégoire Bordillon      | Républicain          | Avocat, avoué à la Cour royale d'Angers Nommé Préfet du Maine-et-Loire en 1848                              |
|                                          |                  |                         |                      | |
| 1919                                     | 1925             | Alphonse Menou-Moreau   |                      | Fabricant d'huiles à Angers                                                                                 |
| 1925                                     | 1934 (démission) | Théodore Charpentier    | Féd.rép.             | Marchand de biens, conseiller municipal d'Angers                                                            |
| 1934                                     | 1940             | René Legras (1900-1994) | Républicain national | Propriétaire à Cantenay-Épinard                                                                             |
| 1940                                     |                  |                         |                      | Les conseils d'arrondissement ont été suspendus par la loi du 12 octobre 1940 et n'ont jamais été réactivés |
| Les données manquantes sont à compléter. |                  |                         |                      | |

### Conseillers généraux d'Angers-Ouest (1964-1982)
| Période | Période | Identité  | Étiquette       | Qualité                                                    |
| ------- | ------- | --------- | --------------- | ---------------------------------------------------------- |
| 1964    | 1982    | Jean Turc | CNI puis UDF-PR | Horticulteur Maire d'Angers (1963-1977) Député (1956-1962) |

### Conseillers généraux d'Angers-Nord-Ouest de 1982 à 2015
Le canton d'Angers-Nord-Ouest est la circonscription électorale servant à l'élection des conseillers généraux, membres du conseil général de Maine-et-Loire. Il est rattaché à la septième circonscription de Maine-et-Loire.
| Période | Période          | Identité         | Étiquette    | Qualité |
| ------- | ---------------- | ---------------- | ------------ | --- |
| 1982    | 2001             | Marc Laffineur   | UDF puis DL  | Médecin anesthésiste-réanimateur Maire d'Avrillé depuis 1983 Député de 1988 à 2011                                 |
| 2001    | 2014 (démission) | Christophe Béchu | RPR puis UMP | Président du conseil général (2004-2014) Député européen (2009-2011) Sénateur (2011-2017 ) Maire d'Angers (2014- ) |
| 2014    | 2015             | Michelle Moreau  | Centriste    | 1re adjointe au maire d'Angers                                                                                     |

### Résultats électoraux détaillés
- Élections cantonales de 2001 : Christophe Béchu (DL) est élu au 2e tour avec 51,03 % des suffrages exprimés, devant Daniel Cheret (PS) (48,97 %). Le taux de participation est de 62,64 % (8 521 votants sur 13 604 inscrits)[12].
- Élections cantonales de 2008 : Christophe Béchu (UMP) est élu au 1er tour avec 53,83 % des suffrages exprimés, devant Silvia Camara-Tombini (PS) (30,22 %) et François Beaumert (VEC) (12,07 %). Le taux de participation est de 62,11 % (9 224 votants sur 14 852 inscrits)[13].

## Démographie
| 1990   | 1999   | 2006   | 2011   | 2012   |
| ------ | ------ | ------ | ------ | ------ |
| 20 405 | 21 124 | 19 848 | 20 700 | 20 934 |